# Saint-Clair (Vienne)
Saint-Clair – miejscowość i gmina we Francji, w regionie Nowa Akwitania, w departamencie Vienne.
Według danych na rok 1990 gminę zamieszkiwało 208 osób, a gęstość zaludnienia wynosiła 19 osób/km² (wśród 1467 gmin regionu Poitou-Charentes, Saint-Clair plasuje się na 790. miejscu pod względem liczby ludności, natomiast pod względem powierzchni na miejscu 784.).